# Johnny Ekh

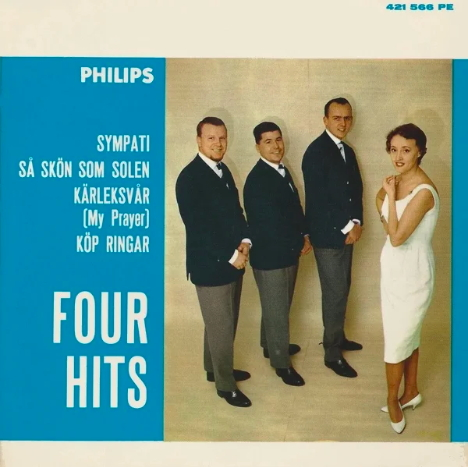
Johnny Ekh längst till vänster på omslaget till "Sympati", en EP från 1960 med Four Hits. Övriga medlemmar: Leppe Sundewall, Bosse Söderman och Pia Lang.

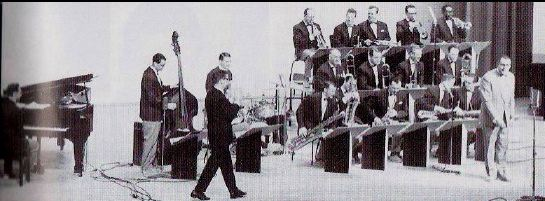
Bild från spelning med Radiobandet. Johnny Ekh sitter i nedre raden, som saxofonisten längst till vänster.

Johnny Frank Ekh, född 2 maj 1925 i Grängesberg, död 6 mars 2014 i Uppsala, var en svensk jazzmusiker (barytonsaxofon). 

## Biografi
Ekh spelade barytonsaxofon, men även altsax, tenorsax och klarinett. Han var medlem i bland annat Simon Brehms band, Harry Arnolds storband (även kallat Radiobandet), Gösta Theselius orkester och Carl-Henrik Norins orkester.

### Orkesterkarriär
Våren 1959 deltog han (på barytonsaxofon) i inspelningen av Owe Thörnqvists "Varm korv boogie". Ensemblen – där bland annat Gunnar Svensson spelade piano – presenterade sig som "Owe och hans Friskluftsorke[ste]r".
Ekh verkade även i sånggruppen Four Hits, som senare fick namnet Swing Sing Seven och därefter bytte namn till Gals & Pals. Kvartetten hade 1960 och 1961 pianoackompanjemang på skiva av ovannämnde Gunnar Svensson.
Andra orkestrar och artister som nyttjade Ekh vid skivinspelningar var Arne Domnérus orkester, Big Simons band, Ernie Englund, Monica Zetterlund och Thore Erlings orkester.
Johnny Ekh spelade ofta på Nalen och Bal Palais i Stockholm och hade även spelningar i Paris. Four Hits anlitades som bakgrundskör till Melodifestivalen 1962.
Ekh medverkade även i filmerna Suss gott (1956) och Det svänger på slottet (1959).

### Senare år
Ryggbesvär tvingade honom att cirka 1965 sadla om till möbelhandlare. Då hade han varit aktiv som jazzmusiker sedan åtminstone tidigt 1950-tal. Johnny Ekh är begravd på Uppsala gamla kyrkogård.

## Filmografi
- 1956 – Suss gott
- 1959 – Det svänger på slottet